# Paul-Außerleitner-Schanze
Die Paul-Außerleitner-Schanze, in FIS-Dokumenten Paul Ausserleitner Schanze, ist eine Skisprungschanze im österreichischen Bischofshofen im Salzburger Land. Sie ist in der Vierschanzentournee die größte Schanze. Den Namen erhielt die Schanze aufgrund eines Todesfalls. Der einheimische Sportler Paul Außerleitner stürzte am 5. Jänner 1952 beim Training für das Dreikönigsspringen so schwer, dass er am 9. Jänner seinen Verletzungen erlag. Das Stadion trägt den Namen des ersten Tourneesiegers Sepp Bradl. Die Naturskisprung-Anlage wurde im Jahr 1941 erbaut.
International bekannt ist die Paul-Außerleitner-Schanze für das alljährlich abschließende Dreikönigstag-Springen der Vierschanzentournee. Wenige Tage danach finden zwei Springen des Continental Cups statt. 1999 wurden im Rahmen der Nordischen Skiweltmeisterschaften die Bewerbe der Großschanze abgehalten.
Der offizielle Schanzenrekord wurde von Dawid Kubacki am 6. Jänner 2019 mit 145,0 Metern in der Qualifikation für das am gleichen Tag ausgetragene Springen der Vierschanzentournee aufgestellt.
Mit einem Fassungsvermögen von 25.000 Zuschauern gehört die Paul-Außerleitner-Schanze zu den größten Sportstätten in Österreich. Am Silvesterabend 2012 wurde die Schanzenanlage durch Bengalische Feuer beschädigt. Der Schaden belief sich auf 10.000 Euro, aber das Springen am 6. Jänner 2013 konnte stattfinden.

## Technische Daten
| Daten                                      | Daten      |
| Anlauf                                     | Anlauf     |
| ------------------------------------------ | ---------- |
| Turmhöhe                                   | 52 m       |
| Anlauflänge                                | 118,50 m   |
| Neigung des Anlaufs (γ)                    | 27°        |
| Anlaufgeschwindigkeit                      | 93–96 km/h |
| Schanzentisch                              |            |
| Tischhöhe                                  | 4,50 m     |
| Tischlänge                                 | 6,50 m     |
| Neigung des Schanzentisches (α)            | 11°        |
| Aufsprung                                  |            |
| Hillsize                                   | 142 m      |
| Konstruktionspunkt                         | 125 m      |
| Höhendifferenz Tischkante bis K-Punkt (h)  | 62,36 m    |
| Längendifferenz Tischkante bis K-Punkt (n) | 107,61 m   |
| Verhältnis Höhen- zu Längendifferenz (h/n) | 0,580      |
| K-Punkt Neigungswinkel (β)                 | 35°        |
| Auslauf                                    |            |
| Länge des Auslaufs                         | 90 m       |
| Größe                                      |            |
| Gesamthöhe der Anlage                      | 132,5 m    |
| Gesamtlänge der Anlage                     | 362 m      |

## Internationale Wettbewerbe
Genannt werden alle von der FIS organisierten Sprungwettbewerbe.
| Datum              | Kategorie            | Schanze | 1. Platz                                                               | 2. Platz                                                              | 3. Platz                                                                               |
| ------------------ | -------------------- | ------- | ---------------------------------------------------------------------- | --------------------------------------------------------------------- | -------------------------------------------------------------------------------------- |
| 11. Jänner 1953    | Vierschanzentournee  | K90     | Halvor Næs                                                             | Sepp Bradl                                                            | Harry Bergqvist                                                                        |
| 6. Jänner 1954     | Vierschanzentournee  | K90     | Sepp Bradl                                                             | Arnfinn Bergmann                                                      | Olaf B. Bjørnstad Matti Pietikäinen                                                    |
| 8. Jänner 1955     | Vierschanzentournee  | K90     | Torbjørn Ruste                                                         | Hemmo Silvennoinen                                                    | Eino Kirjonen                                                                          |
| 6. Jänner 1956     | Vierschanzentournee  | K90     | Juri Skworzow                                                          | Mojmír Stuchlík                                                       | Rudolf Schweinberger                                                                   |
| 6. Jänner 1957     | Vierschanzentournee  | K90     | Eino Kirjonen                                                          | Nikolai Kamenski                                                      | Nikolai Schamow                                                                        |
| 6. Jänner 1958     | Vierschanzentournee  | K90     | Helmut Recknagel                                                       | Harry Glaß                                                            | Koba Zakadse                                                                           |
| 6. Jänner 1959     | Vierschanzentournee  | K90     | Walter Habersatter                                                     | Eino Kirjonen                                                         | Nikolai Kamenski                                                                       |
| 6. Jänner 1960     | Vierschanzentournee  | K90     | Albin Plank                                                            | Otto Leodolter                                                        | Willi Egger                                                                            |
| 6. Jänner 1961     | Vierschanzentournee  | K90     | Helmut Recknagel                                                       | Otto Leodolter                                                        | Kalevi Kärkinen                                                                        |
| 6. Jänner 1962     | Vierschanzentournee  | K90     | Willi Egger                                                            | Helmut Recknagel                                                      | Wolfgang Happle                                                                        |
| 6. Jänner 1963     | Vierschanzentournee  | K90     | Torbjørn Yggeseth                                                      | Torgeir Brandtzæg                                                     | John Balfanz                                                                           |
| 6. Jänner 1964     | Vierschanzentournee  | K90     | Baldur Preiml                                                          | Veikko Kankkonen                                                      | Torbjørn Yggeseth Helmut Recknagel                                                     |
| 6. Jänner 1965     | Vierschanzentournee  | K90     | Bjørn Wirkola                                                          | Dalibor Motejlek                                                      | Wiktor Krjukow                                                                         |
| 6. Jänner 1966     | Vierschanzentournee  | K90     | Veikko Kankkonen                                                       | Bjørn Wirkola                                                         | Dieter Neuendorf                                                                       |
| 6. Jänner 1967     | Vierschanzentournee  | K90     | Bjørn Wirkola                                                          | Jiří Raška                                                            | Sepp Lichtenegger                                                                      |
| 6. Jänner 1968     | Vierschanzentournee  | K90     | Jiří Raška                                                             | Anatoli Scheglanow                                                    | Zbyněk Hubač                                                                           |
| 6. Jänner 1969     | Vierschanzentournee  | K90     | Jiří Raška                                                             | Bjørn Wirkola                                                         | Lars Grini                                                                             |
| 6. Jänner 1970     | Vierschanzentournee  | K90     | Jiří Raška                                                             | Rainer Schmidt                                                        | Bjørn Wirkola                                                                          |
| 6. Jänner 1971     | Vierschanzentournee  | K90     | Ingolf Mork                                                            | Jiří Raška                                                            | Zbyněk Hubač                                                                           |
| 6. Jänner 1972     | Vierschanzentournee  | K90     | Bjørn Wirkola                                                          | Jiří Raška                                                            | Zbyněk Hubač                                                                           |
| 6. Jänner 1973     | Vierschanzentournee  | K90     | Rudolf Höhnl                                                           | Sergei Botschkow                                                      | Hans-Georg Aschenbach                                                                  |
| 6. Jänner 1974     | Vierschanzentournee  | K90     | Bernd Eckstein                                                         | Walter Steiner                                                        | Hans-Georg Aschenbach                                                                  |
| 6. Jänner 1975     | Vierschanzentournee  | K90     | Karl Schnabl                                                           | Karel Kodejška                                                        | Hans-Georg Aschenbach                                                                  |
| 6. Jänner 1976     | Vierschanzentournee  | K90     | Toni Innauer                                                           | Stanisław Bobak                                                       | Johan Sætre                                                                            |
| 6. Jänner 1977     | Vierschanzentournee  | K90     | Walter Steiner                                                         | Karl Schnabl                                                          | Jochen Danneberg                                                                       |
| 6. Jänner 1978     | Vierschanzentournee  | K90     | Kari Ylianttila                                                        | Walter Steiner                                                        | Henry Glaß                                                                             |
| 6. Jänner 1979     | Vierschanzentournee  | K90     | Pentti Kokkonen                                                        | Johan Sætre                                                           | Piotr Fijas                                                                            |
| 6. Jänner 1980     | Vierschanzentournee  | K120    | Martin Weber                                                           | Henry Glaß                                                            | Piotr Fijas                                                                            |
| 6. Jänner 1981     | Vierschanzentournee  | K120    | Armin Kogler                                                           | Hubert Neuper                                                         | Per Bergerud                                                                           |
| 6. Jänner 1982     | Vierschanzentournee  | K120    | Hubert Neuper                                                          | Halvor Asphol                                                         | Armin Kogler                                                                           |
| 6. Jänner 1983     | Vierschanzentournee  | K120    | Jens Weißflog                                                          | Olav Hansson                                                          | Richard Schallert                                                                      |
| 6. Jänner 1984     | Vierschanzentournee  | K120    | Jens Weißflog                                                          | Per Bergerud                                                          | Primož Ulaga                                                                           |
| 6. Jänner 1985     | Vierschanzentournee  | K120    | Hroar Stjernen                                                         | Klaus Ostwald                                                         | Piotr Fijas                                                                            |
| 6. Jänner 1986     | Vierschanzentournee  | K120    | Ernst Vettori                                                          | Franz Neuländtner                                                     | Rolf Åge Berg                                                                          |
| 6. Jänner 1987     | Vierschanzentournee  | K120    | Tuomo Ylipulli                                                         | Ernst Vettori                                                         | Vegard Opaas                                                                           |
| 6. Jänner 1988     | Vierschanzentournee  | K120    | Matti Nykänen                                                          | Primož Ulaga                                                          | Ole Christian Eidhammer                                                                |
| 6. Jänner 1989     | Vierschanzentournee  | K120    | Mike Holland                                                           | Ari-Pekka Nikkola                                                     | Jan Boklöv                                                                             |
| 6. Jänner 1990     | Vierschanzentournee  | K120    | František Jež                                                          | Dieter Thoma                                                          | Ole Gunnar Fidjestøl                                                                   |
| 6. Jänner 1991     | Vierschanzentournee  | K120    | Andreas Felder                                                         | Ernst Vettori                                                         | Ari-Pekka Nikkola                                                                      |
| 6. Jänner 1992     | Vierschanzentournee  | K120    | Toni Nieminen                                                          | Martin Höllwarth                                                      | Franci Petek                                                                           |
| 6. Jänner 1993     | Vierschanzentournee  | K120    | Andreas Goldberger                                                     | Noriaki Kasai                                                         | Didier Mollard                                                                         |
| 6. Jänner 1994     | Vierschanzentournee  | K120    | Espen Bredesen                                                         | Noriaki Kasai                                                         | Jens Weißflog                                                                          |
| 6. Jänner 1995     | Vierschanzentournee  | K120    | Andreas Goldberger                                                     | Roberto Cecon                                                         | Dieter Thoma                                                                           |
| 6. Jänner 1996     | Vierschanzentournee  | K120    | Jens Weißflog                                                          | Espen Bredesen                                                        | Ari-Pekka Nikkola                                                                      |
| 6. Jänner 1997     | Vierschanzentournee  | K120    | Dieter Thoma                                                           | Adam Małysz                                                           | Primož Peterka                                                                         |
| 6. Jänner 1998     | Vierschanzentournee  | K120    | Sven Hannawald                                                         | Hansjörg Jäkle                                                        | Janne Ahonen                                                                           |
| 6. Jänner 1999     | Vierschanzentournee  | K120    | Andreas Widhölzl                                                       | Janne Ahonen                                                          | Hideharu Miyahira                                                                      |
| 20. Februar 1999   | Weltmeisterschaft    | K120    | DeutschlandSven Hannawald Christof Duffner Dieter Thoma Martin Schmitt | JapanNoriaki Kasai Hideharu Miyahira Masahiko Harada Kazuyoshi Funaki | ÖsterreichAndreas Widhölzl Martin Höllwarth Reinhard Schwarzenberger Stefan Horngacher |
| 21. Februar 1999   | Weltmeisterschaft    | K120    | Martin Schmitt                                                         | Sven Hannawald                                                        | Hideharu Miyahira                                                                      |
| 6. Jänner 2000     | Vierschanzentournee  | K120    | Andreas Widhölzl                                                       | Janne Ahonen                                                          | Martin Schmitt                                                                         |
| 4. Jänner 2001     | Continental Cup      | K120    | Veli-Matti Lindström                                                   | Akseli Lajunen                                                        | Kai Bracht                                                                             |
| 6. Jänner 2001     | Vierschanzentournee  | K120    | Adam Małysz                                                            | Janne Ahonen                                                          | Andreas Widhölzl                                                                       |
| 6. Jänner 2002     | Vierschanzentournee  | K120    | Sven Hannawald                                                         | Matti Hautamäki                                                       | Martin Höllwarth                                                                       |
| 12. Jänner 2002    | Continental Cup      | K120    | Michael Neumayer                                                       | Kai Bracht                                                            | Kalle Keituri                                                                          |
| 13. Jänner 2002    | Continental Cup      | K120    | Pekka Salminen                                                         | Michael Neumayer                                                      | Wolfgang Loitzl                                                                        |
| 4. Jänner 2003     | Continental Cup      | HS140   | Jussi Hautamäki                                                        | Michael Neumayer Risto Jussilainen                                    |                                                                                        |
| 6. Jänner 2003     | Vierschanzentournee  | K120    | Bjørn Einar Romøren                                                    | Sven Hannawald Andreas Kofler                                         |                                                                                        |
| 6. Jänner 2004     | Vierschanzentournee  | K125    | Sigurd Pettersen                                                       | Peter Žonta                                                           | Janne Ahonen                                                                           |
| 17. Jänner 2004    | Continental Cup      | HS140   | Olav Magne Dønnem                                                      | Ferdinand Bader                                                       | Stefan Pieper                                                                          |
| 18. Jänner 2004    | Continental Cup      | HS140   | Olav Magne Dønnem                                                      | Ferdinand Bader                                                       | Balthasar Schneider                                                                    |
| 6. Jänner 2005     | Vierschanzentournee  | HS140   | Martin Höllwarth                                                       | Janne Ahonen                                                          | Daiki Itō                                                                              |
| 22. Jänner 2005    | Continental Cup      | HS140   | Janne Happonen                                                         | Balthasar Schneider                                                   | Antonín Hájek                                                                          |
| 23. Jänner 2005    | Continental Cup      | HS140   | Balthasar Schneider                                                    | Florian Liegl                                                         | Roland Müller                                                                          |
| 3. September 2005  | Grand-Prix           | HS140   | Andreas Küttel                                                         | Jakub Janda                                                           | Michael Uhrmann                                                                        |
| 6. Jänner 2006     | Vierschanzentournee  | HS140   | Janne Ahonen                                                           | Jakub Janda                                                           | Roar Ljøkelsøy                                                                         |
| 11. März 2006      | Continental Cup      | HS140   | Bine Zupan                                                             | Arthur Pauli                                                          | Robert Kranjec                                                                         |
| 12. März 2006      | Continental Cup      | HS140   | Robert Kranjec                                                         | Balthasar Schneider                                                   | Veli-Matti Lindström                                                                   |
| 7. Jänner 2007     | Vierschanzentournee  | HS140   | Gregor Schlierenzauer                                                  | Anders Jacobsen                                                       | Simon Ammann                                                                           |
| 5. Jänner 2008 (1) | Vierschanzentournee  | HS140   | Janne Ahonen                                                           | Thomas Morgenstern                                                    | Simon Ammann                                                                           |
| 6. Jänner 2008     | Vierschanzentournee  | HS140   | Janne Ahonen                                                           | Anders Bardal                                                         | Thomas Morgenstern                                                                     |
| 6. Jänner 2009     | Vierschanzentournee  | HS140   | Wolfgang Loitzl                                                        | Simon Ammann                                                          | Dmitri Wassiljew                                                                       |
| 17. Jänner 2009    | Continental Cup      | HS140   | Christian Ulmer                                                        | Lukas Müller                                                          | Kenneth Gangnes                                                                        |
| 18. Jänner 2009    | Continental Cup      | HS140   | Vegard Haukø Sklett                                                    | Lukas Müller                                                          | Lukáš Hlava                                                                            |
| 6. Jänner 2010     | Vierschanzentournee  | HS140   | Thomas Morgenstern                                                     | Janne Ahonen                                                          | Simon Ammann                                                                           |
| 23. Jänner 2010    | Continental Cup      | HS140   | David Unterberger                                                      | Michael Hayböck                                                       | Martin Cikl                                                                            |
| 24. Jänner 2010    | Continental Cup      | HS140   | David Unterberger                                                      | Manuel Fettner                                                        | Michael Hayböck                                                                        |
| 6. Jänner 2011     | Vierschanzentournee  | HS140   | Tom Hilde                                                              | Thomas Morgenstern                                                    | Andreas Kofler                                                                         |
| 29. Jänner 2011    | Continental Cup      | HS140   | Stefan Thurnbichler                                                    | Maximilian Mechler                                                    | Felix Brodauf                                                                          |
| 30. Jänner 2011    | Continental Cup      | HS140   | Stefan Thurnbichler                                                    | Felix Schoft                                                          | Maximilian Mechler                                                                     |
| 6. Jänner 2012     | Vierschanzentournee  | HS140   | Thomas Morgenstern                                                     | Anders Bardal                                                         | Gregor Schlierenzauer                                                                  |
| 28. Jänner 2012    | Continental Cup      | HS140   | Stefan Kraft                                                           | Robert Hrgota                                                         | Vegard Swensen                                                                         |
| 29. Jänner 2012    | Continental Cup      | HS140   | Anže Lanišek                                                           | Aleksander Zniszczoł                                                  | Klemens Murańka                                                                        |
| 6. Jänner 2013     | Vierschanzentournee  | HS140   | Gregor Schlierenzauer                                                  | Anders Jacobsen                                                       | Stefan Kraft                                                                           |
| 19. Jänner 2013    | Continental Cup      | HS140   | Manuel Fettner                                                         | Martin Koch                                                           | Marinus Kraus                                                                          |
| 20. Jänner 2013    | Continental Cup      | HS140   | Manuel Fettner                                                         | Martin Koch                                                           | Čestmír Kožíšek                                                                        |
| 6. Jänner 2014     | Vierschanzentournee  | HS140   | Thomas Diethart                                                        | Peter Prevc                                                           | Thomas Morgenstern                                                                     |
| 6. Jänner 2015     | Vierschanzentournee  | HS140   | Michael Hayböck                                                        | Noriaki Kasai                                                         | Stefan Kraft                                                                           |
| 6. Jänner 2016     | Vierschanzentournee  | HS140   | Peter Prevc                                                            | Severin Freund                                                        | Michael Hayböck                                                                        |
| 30. Jänner 2016    | Continental Cup      | HS140   | Karl Geiger                                                            | Tom Hilde                                                             | Thomas Hofer                                                                           |
| 31. Jänner 2016    | Continental Cup      | HS140   | Markus Eisenbichler                                                    | Alex Insam                                                            | Piotr Żyła                                                                             |
| 6. Jänner 2017     | Vierschanzentournee  | HS140   | Kamil Stoch                                                            | Michael Hayböck                                                       | Piotr Żyła                                                                             |
| 28. Jänner 2017    | Continental Cup      | HS140   | Clemens Aigner                                                         | Tomáš Vančura                                                         | Simon Ammann                                                                           |
| 29. Jänner 2017    | Continental Cup      | HS140   | Tomáš Vančura                                                          | Simon Ammann                                                          | Clemens Aigner                                                                         |
| 6. Jänner 2018     | Vierschanzentournee  | HS140   | Kamil Stoch                                                            | Anders Fannemel                                                       | Andreas Wellinger                                                                      |
| 10. Jänner 2018    | Continental Cup      | HS140   | Tom Hilde                                                              | Andreas Wank                                                          | Čestmír Kožíšek                                                                        |
| 11. Jänner 2018    | Continental Cup      | HS140   | David Siegel                                                           | Andreas Wank                                                          | Nejc Dežman                                                                            |
| 6. Jänner 2019     | Vierschanzentournee  | HS142   | Ryōyū Kobayashi                                                        | Dawid Kubacki                                                         | Stefan Kraft                                                                           |
| 12. Jänner 2019    | Continental Cup      | HS142   | Clemens Aigner                                                         | Žiga Jelar                                                            | Felix Hoffmann                                                                         |
| 12. Jänner 2019    | Continental Cup      | HS142   | Žiga Jelar                                                             | Clemens Aigner                                                        | Severin Freund                                                                         |
| 6. Jänner 2020     | Vierschanzentournee  | HS142   | Dawid Kubacki                                                          | Karl Geiger                                                           | Marius Lindvik                                                                         |
| 11. Jänner 2020    | Continental Cup      | HS142   | Clemens Leitner                                                        | Stefan Huber                                                          | Clemens Aigner                                                                         |
| 12. Jänner 2020    | Continental Cup      | HS142   | Clemens Aigner                                                         | Clemens Leitner                                                       | Stefan Huber                                                                           |
| 6. Jänner 2021     | Vierschanzentournee  | HS142   | Kamil Stoch                                                            | Marius Lindvik                                                        | Karl Geiger                                                                            |
| 11. September 2021 | Continental Cup      | HS142   | Manuel Fettner                                                         | Fredrik Villumstad Daniel Tschofenig                                  |                                                                                        |
| 12. September 2021 | Continental Cup      | HS142   | Daniel Tschofenig                                                      | Anže Lanišek                                                          | Artti Aigro                                                                            |
| 5. Jänner 2022 (2) | Vierschanzentournee  | HS142   | Ryōyū Kobayashi                                                        | Marius Lindvik                                                        | Halvor Egner Granerud                                                                  |
| 6. Jänner 2022     | Vierschanzentournee  | HS142   | Daniel Huber                                                           | Halvor Egner Granerud                                                 | Karl Geiger                                                                            |
| 8. Jänner 2022     | Weltcup              | HS142   | Marius Lindvik                                                         | Halvor Egner Granerud                                                 | Jan Hörl                                                                               |
| 9. Jänner 2022     | Weltcup              | HS142   | ÖsterreichJan Hörl Manuel Fettner Philipp Aschenwald Daniel Huber      | JapanYukiya Satō Keiichi Satō Junshirō Kobayashi Ryōyū Kobayashi      | NorwegenDaniel-André Tande Johann André Forfang Halvor Egner Granerud Marius Lindvik   |
| 6. Jänner 2023     | Vierschanzentournee  | HS142   | Halvor Egner Granerud                                                  | Anže Lanišek                                                          | Dawid Kubacki                                                                          |
| 6. Jänner 2024     | Vierschanzentournee  | HS142   | Stefan Kraft                                                           | Ryōyū Kobayashi                                                       | Anže Lanišek                                                                           |
| 6. Jänner 2025     | Vierschanzentournee  | HS142   | Daniel Tschofenig                                                      | Jan Hörl                                                              | Stefan Kraft                                                                           |
| 17. Jänner 2025    | Intercontinental Cup | HS142   | Emely Torazza                                                          | Kim Amy Duschek                                                       | Chiara Kreuzer                                                                         |
| 18. Jänner 2025    | Intercontinental Cup | HS142   | Emely Torazza                                                          | Tina Erzar                                                            | Chiara Kreuzer                                                                         |
| 18. Jänner 2025    | Continental Cup      | HS142   | Robin Pedersen                                                         | Adrian Thon Gundersrud                                                | Robert Johansson                                                                       |
| 19. Jänner 2025    | Continental Cup      | HS142   | Robin Pedersen                                                         | Jonas Schuster                                                        | Markus Müller                                                                          |

Seit der Saison 1979/80 zählen alle Springen der Vierschanzentournee auch zum damals eingeführten Skisprung-Weltcup.